# Manuel II Palaiologos
Manuel II Palaiologos (Grieks: Μανουήλ Β΄ Παλαιολόγος, Manouēl II Palaiologos) (Constantinopel, ca. 29 juni 1349 – aldaar, 21 juli 1425) was keizer van het Byzantijnse Rijk van 1391 tot aan zijn dood.

## Leven
Manuel II leefde tijdens de laatste eeuw van het Byzantijnse Rijk. Naast keizer was hij een begaafd auteur, diplomaat en administrator. Hij was eerst medekeizer van zijn vader Johannes V van 1373 tot 1391 en leed samen met hem onder de pogingen tot usurpatie, ondernomen door zijn oudere broer Andronicus. Het rijk, dat slechts kon steunen op het onbetwiste gezag van de orthodoxe kerk, streed vanuit een uitermate ineengeschrompeld grondgebied, een uitzichtloze strijd tegen de Osmaanse Turken. De sultans Moerad I en Bajezid I veroverden achtereenvolgens Bulgarije (1388–1393) en Servië (1389), bezetten Thessaloniki (1387) en Thessalië (1393) en versloegen (in 1396) een Hongaars-westerse strijdmacht, die het Byzantijnse Rijk te hulp was gekomen, in de Slag bij Nicopolis.
Manuel II zocht hulp bij het Westen en reisde daarom tussen 1399 en 1403 persoonlijk naar de Republiek Venetië, Parijs en Londen, echter zonder enig resultaat, politiek noch militair. De nederlaag van de Ottomanen tegen de Mongoolse invaller Timoer Lenk (Slag bij Ankara, 1402) gaf echter onverwacht aan Constantinopel enig respijt. Thessaloniki, enkele eilanden en bepaalde kuststroken aan de Zwarte Zee kwamen terug in Byzantijns bezit, in Morea herleefde de Griekse geest onder impuls van de neoplatonicus Gemistus Plethon.
Tijdens het Ottomaanse Interregnum (1403-1413) gaf Manuel II zijn steun aan Mehmed I, waarna ze bondgenoten werden.
Tegen het eind van Manuels regering begonnen de aanvallen van de Osmanen echter opnieuw. Mehmeds zoon Moerad II belegerde de hoofdstad in 1422 en drong in 1423 binnen in Morea. In 1423 verkocht Manuel via zijn zoon, gouverneur Andronikos, de stad Thessaloniki aan de republiek Venetië.

## Manuel en de islam
Manuel II Paleologus heeft aan het eind van de 14e eeuw zijn "Dialogen met een Pers" over de verhoudingen tussen Bijbel en Koran laten optekenen. In de zevende dialoog over geloof en geweld sprak Manuel "Laat mij zien wat voor nieuwe dingen Mohammed heeft gebracht, en jij zult alleen slechte en inhumane dingen vinden, zoals dat hij heeft voorgeschreven het geloof dat hij predikte, met het zwaard te verspreiden." Paus Benedictus XVI citeerde deze uitspraak op 12 september 2006 in zijn Regensburglezing over geloof, rede en geweld. Het citaat veroorzaakte de nodige commotie; met name onder islamitische geestelijke leiders waren er boze reacties te horen. In bepaalde krantencommentaren zoals in Le Figaro stelde men daarentegen dat het Vaticaan "eindelijk de waarheid sprak".